# Сад земних насолод
«Сад земних насолод» — найвідоміший триптих Ієроніма Босха, який отримав свою назву за темою центральної частини, присвяченої гріху хтивості — Luxuria. Оригінальна назва цієї роботи Босха достеменно невідома. «Садом земних насолод» триптих назвали дослідники. В цілому, жодне з наявних на сьогоднішній день тлумачень картини не визнано єдино вірним. Більшість теорій про значення картини розвинені в XX столітті.

## Вступ
Саме цю роботу Босха, особливо фрагменти центральної картини, зазвичай наводять як ілюстрації, саме тут унікальна творча уява художника виявилася повною мірою. Чарівність триптиху полягає в тому, як художник висловлює головну ідею через безліч деталей.
На лівій стулці триптиха зображений Бог, який представляє Єву приголомшеному Адаму в безтурботному та мирному Раю. У центральній частині ряд сцен, які трактують по-різному, зображує істинний сад насолод, де з райським спокоєм рухаються загадкові фігури. У правій стулці відображені найстрашніші та тривожні образи всіх творів Босха: складні машини для тортур та чудовиська, породжені його фантазією.
Картина переповнена прозорими фігурками, фантастичними спорудами, чудовиськами, галюцинаціями у плоті, пекельними карикатурами реальності, на яку він дивиться допитливим, надзвичайно гострим поглядом. Деякі вчені хотіли бачити в триптиху зображення життя людини крізь призму її марноти та образи земної любові, інші — торжество хтивості. Однак простодушність та деяка відстороненість, з якими трактують окремі фігурки, а також прихильне ставлення до цього твору з боку церковної влади змушують сумніватися, що змістом його могло бути прославляння тілесних насолод.

Сад земних насолод — це зображення Раю, де скасовано природний порядок речей та повновладно панують хаос і хтивість, відводячи людей від шляху порятунку. Цей триптих нідерландського майстра є найліричнішим та найзагадковішим його твором: у створеній ним символічній панорамі християнські алегорії змішуються з алхімічними та езотеричними символами, що породило найекстравагантніші гіпотези щодо релігійної ортодоксальності художника і його сексуальних схильностей.
Федеріко Дзери

## Центральна частина
На перший погляд центральна частина становить чи не єдину у творчості Босха ідилію. Великий простір саду заповнений оголеними чоловіками та жінками, які ласують велетенськими ягодами та плодами, граються з птахами й тваринами, хлюпочуться у воді і — насамперед — відкрито та безсоромно віддаються любовним утіхам у всьому їх розмаїтті. Вершники довгою вервечкою, як на каруселі, їдуть навколо озера, де купаються оголені дівчата; кілька фігур з ледь помітними крилами ширяють у піднебессі. Цей триптих зберігся краще, ніж значна частина великих вівтарних образів Босха, і безтурботні веселощі, що панують у композиції, підкреслюються її ясним, рівномірно розподіленим по всій поверхні світлом, відсутністю тіней, яскравим, насиченим колоритом. На тлі трави та листя, подібно до дивовижних квітів, виблискують бліді тіла мешканців саду, що виглядають ще білішими поруч з трьома-чотирма чорношкірими фігурами, розставленими у цьому натовпі. Позаду фонтанів та будівель, що оточують озеро на задньому плані і переливаються всіма кольорами веселки, на горизонті видніється плавна лінія пагорбів, що поступово тануть. Мініатюрні фігурки людей та фантастично величезні, химерні рослини здаються настільки ж невинними, як візерунки середньовічного орнаменту, що надихнув художника.

Головна мета художника — показати згубні наслідки чуттєвих задоволень і їх ефемерний характер: алое впивається в оголену плоть, корал міцно захоплює тіла, раковина зачиняється, перетворюючи любовну пару в своїх бранців. У вежі перелюбства, чиї оранжево-жовті стіни виблискують подібно кристалу, ошукані чоловіки сплять серед рогів. Скляна сфера, в якій віддаються ласкам коханці, і скляний дзвін, що вкриває трьох грішників, ілюструють голландське прислів'я: «Щастя і скло — які вони недовговічні»
Шарль де Тольнай

Може здатися, що на картині зображено «дитинство людства», «золота доба», коли люди і звірі мирно існували пліч-о-пліч, без найменшого зусилля отримуючи плоди, якими удосталь обдаровувала їх земля. Однак не варто вважати, що натовп голих коханців мав за задумом Босха стати апофеозом безгрішної сексуальності. Для середньовічної моралі статевий акт, який в XX ст. навчилися нарешті сприймати як природну частину людського буття, був частіше доказом того, що людина втратила свою ангельську природу та низько впала. В найкращому випадку на злягання дивилися як на неминуче зло, в гіршому — як на смертний гріх. Швидше за все, для Босха сад земних насолод — світ, який зіпсувала хіть.

Босх абсолютно вірний біблійним текстам в інших своїх роботах, ми з упевненістю можемо припустити, що центральна панель також заснована на біблійних мотивах. Такі тексти дійсно можна знайти у Біблії. До Босха жоден художник не наважився надихнутися ними, і на те є вагома причина. Тим більше, що вони розходяться із загальноприйнятими правилами біблійної іконографії, де можливий лише опис вже того, що сталося або того, що станеться в майбутньому згідно з Одкровенням.

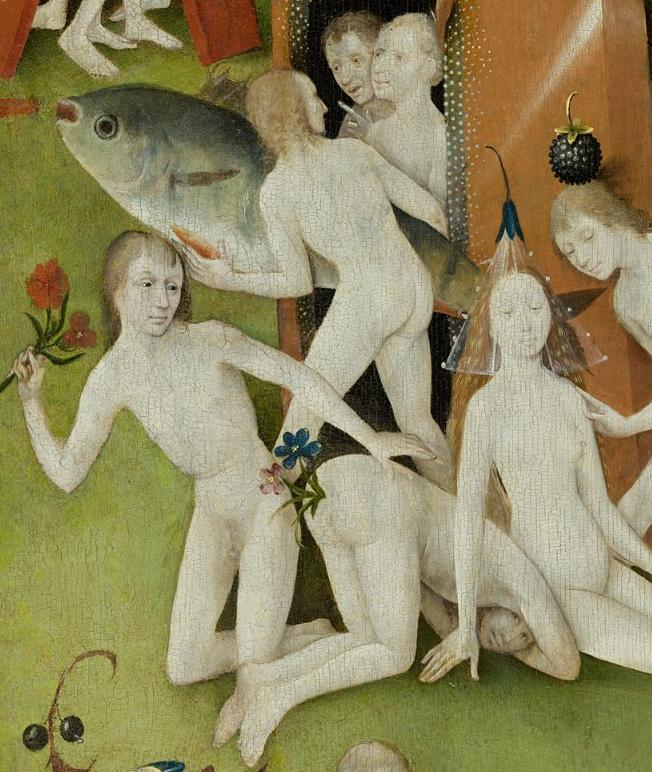
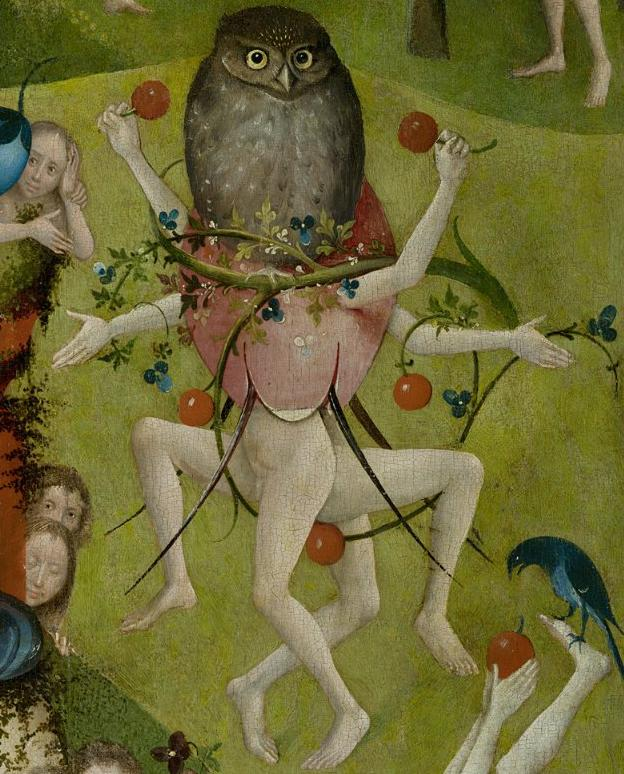
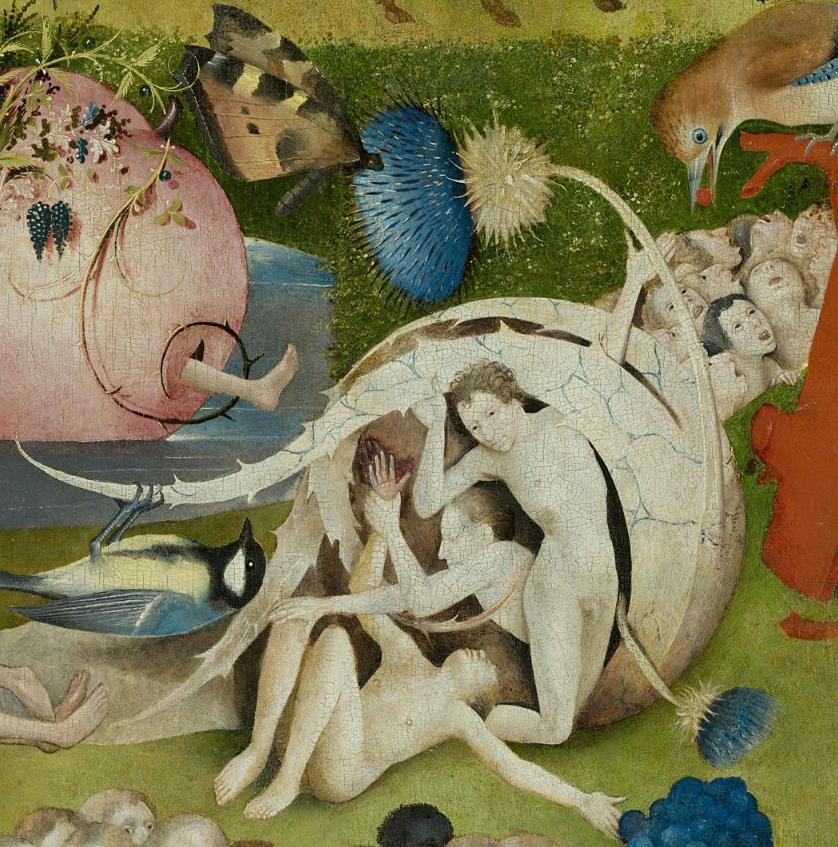
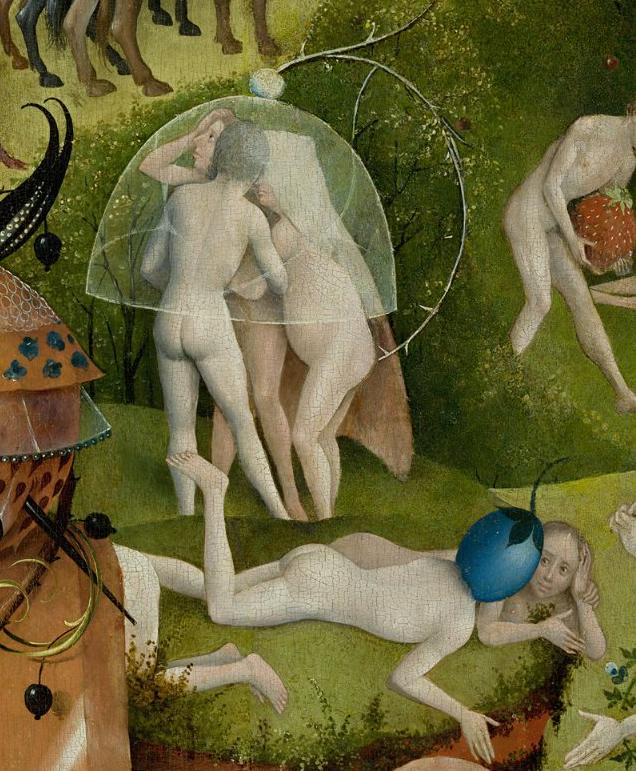
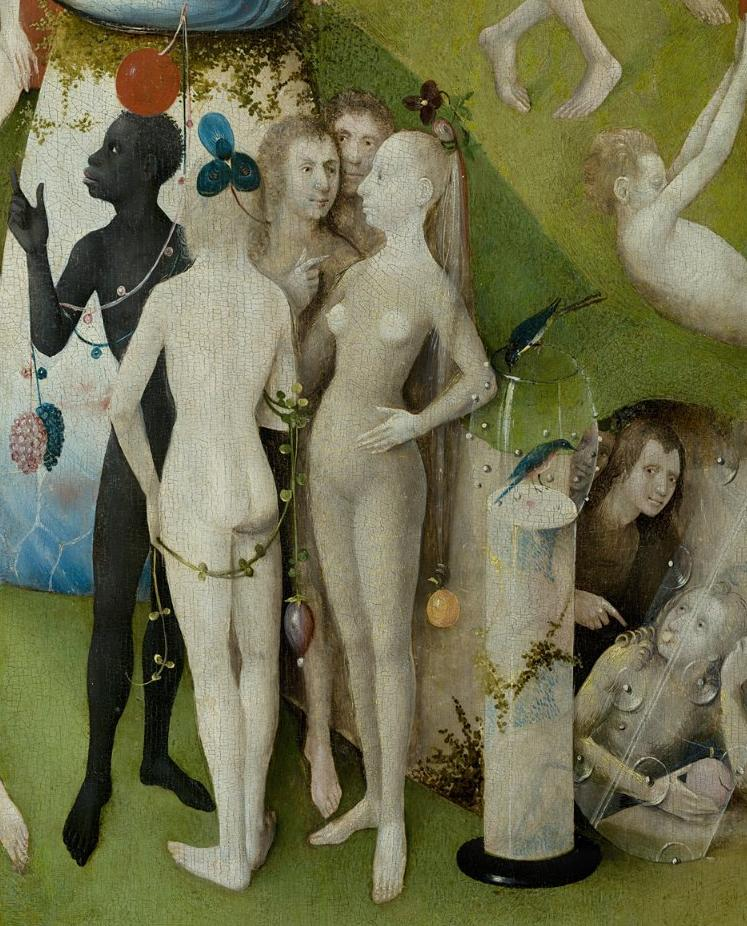
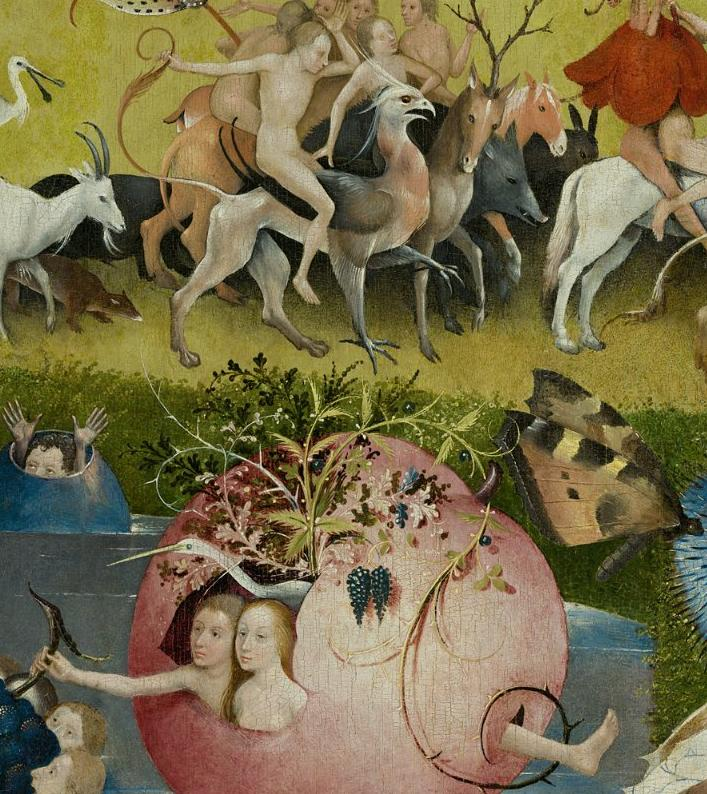
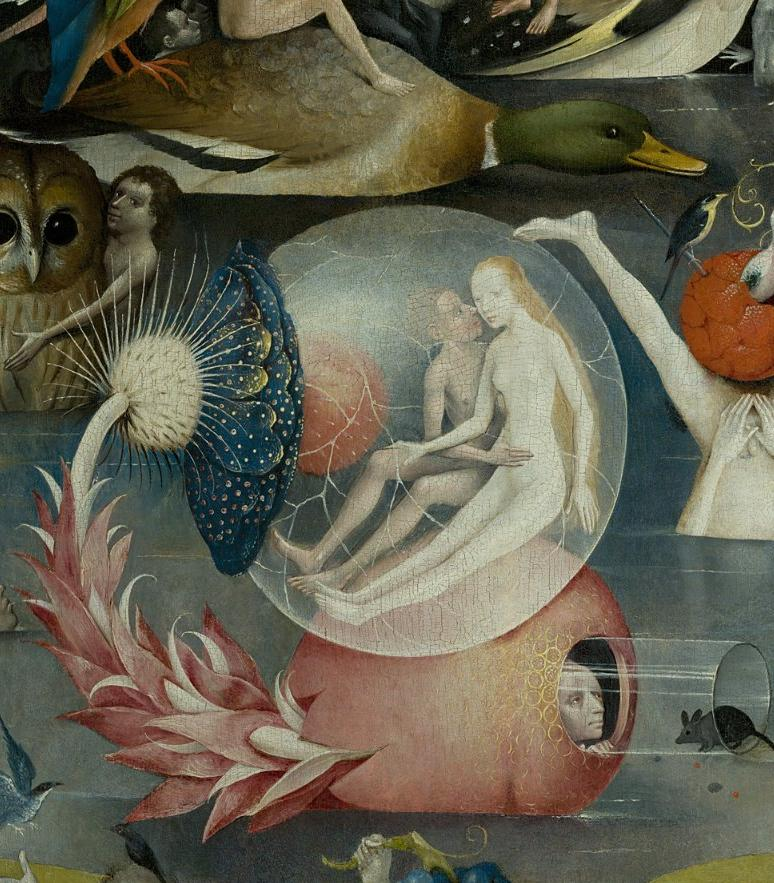
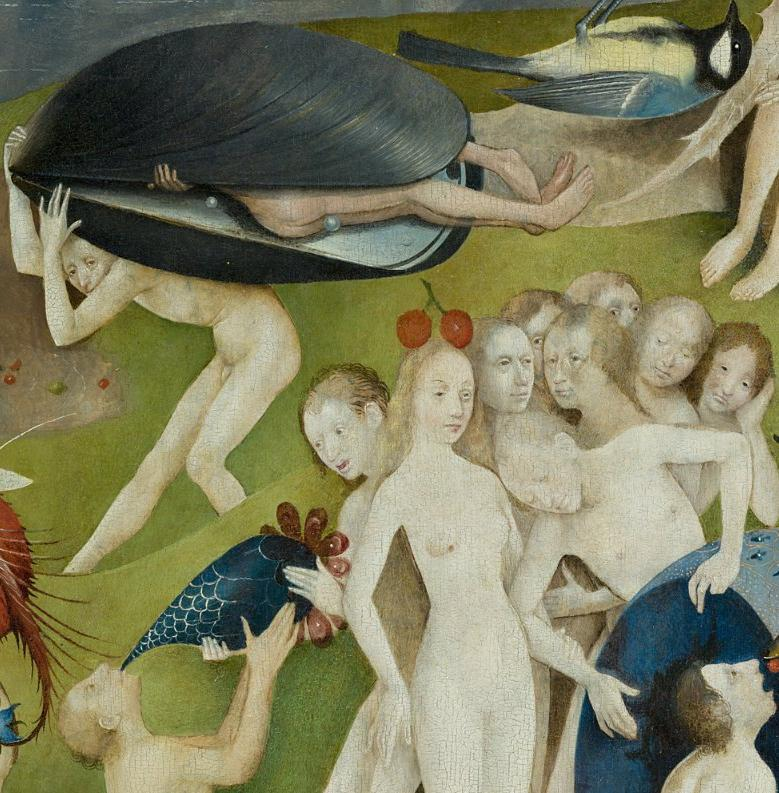
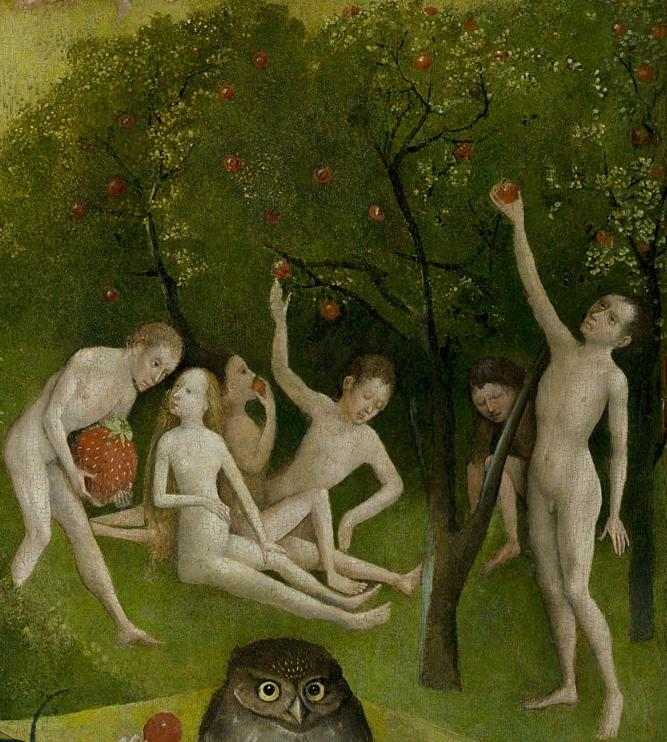
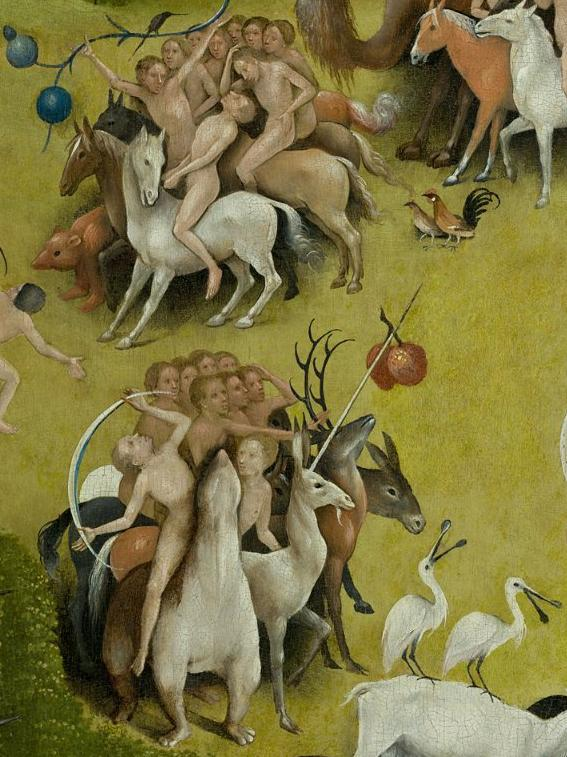
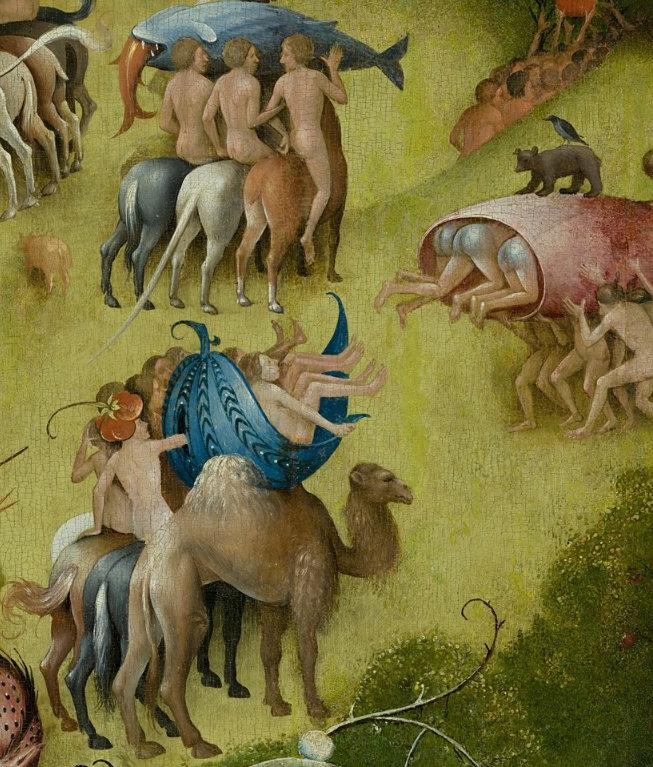
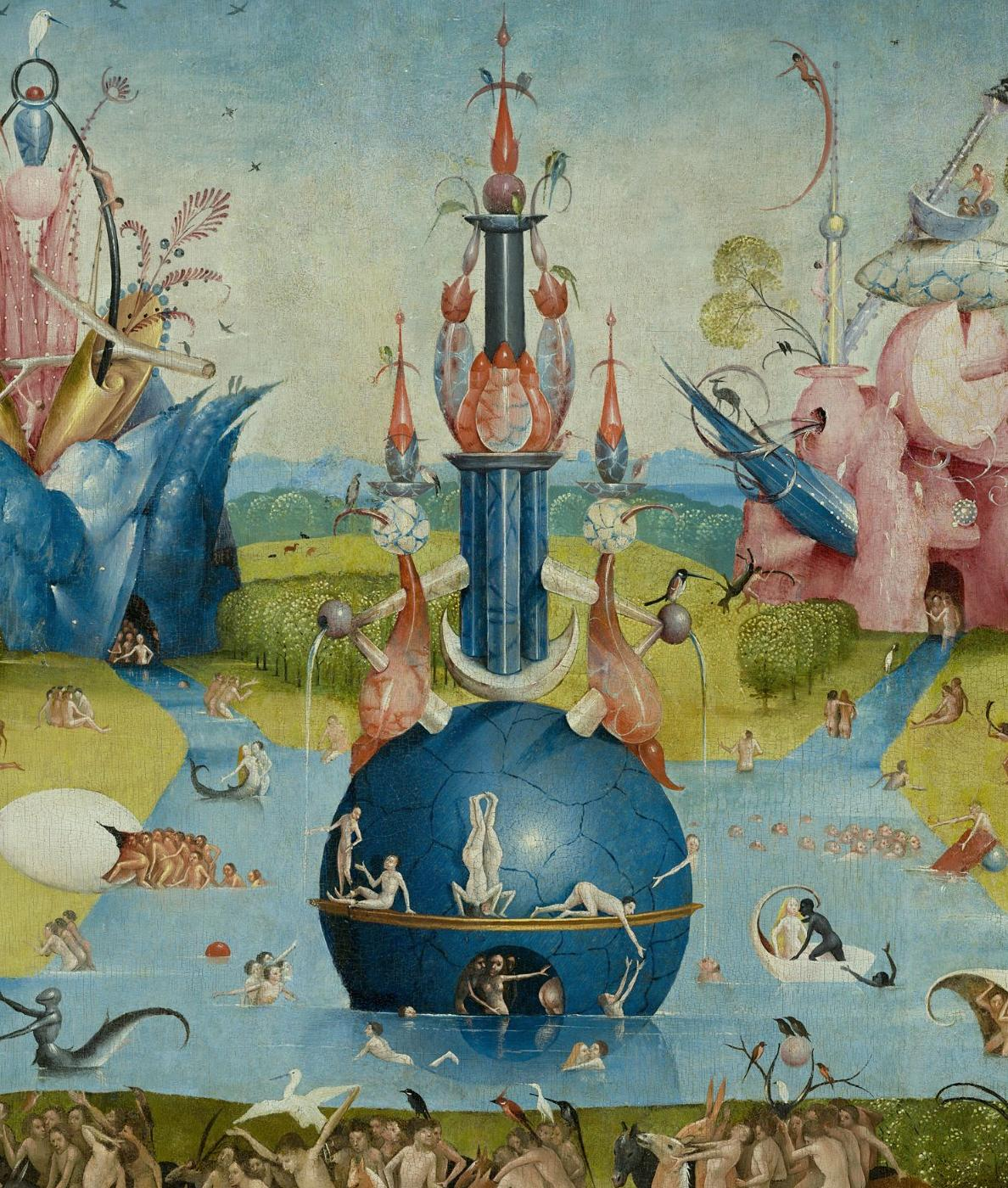

Ханс Бельтінг

## Ліва стулка
Ліва стулка зображує останні три дні створення світу. Небо і Земля привели на світ десятки живих істот, серед яких можна побачити жирафа (це міфічна тварина камелопард, суміш леопарда з верблюдом), слона та міфічних звірів на кшталт єдинорога. В центрі композиції здіймається Джерело Життя — висока, тонка, рожева споруда, що віддалено нагадує готичний табернакль, прикрашений вигадливою різьбою. Дорогоцінні камені, що виблискують у твані, так само як фантастичні звірі, ймовірно, навіяні середньовічними уявленнями про Індію, полонять своїми дивами уяву європейців з часів Олександра Македонського. Існувало народне та достатньо поширене повір'я про те, що саме в Індії розташований втрачений людиною Едем.
На передньому плані цього ландшафту, що показує допотопний світ, зображена не сцена спокуси або вигнання Адама і Єви з Раю (як у «Возі сіна»), а їх з'єднання Богом. Взявши Єву за руку, Бог підводить її до Адама, який щойно прокинувся, і здається, що той дивиться на це створіння зі змішаним почуттям подиву та передчуття. Сам Бог набагато молодший, ніж на інших картинах, він постає в образі Христа, другої особи Трійці та втіленого Слова Бога.

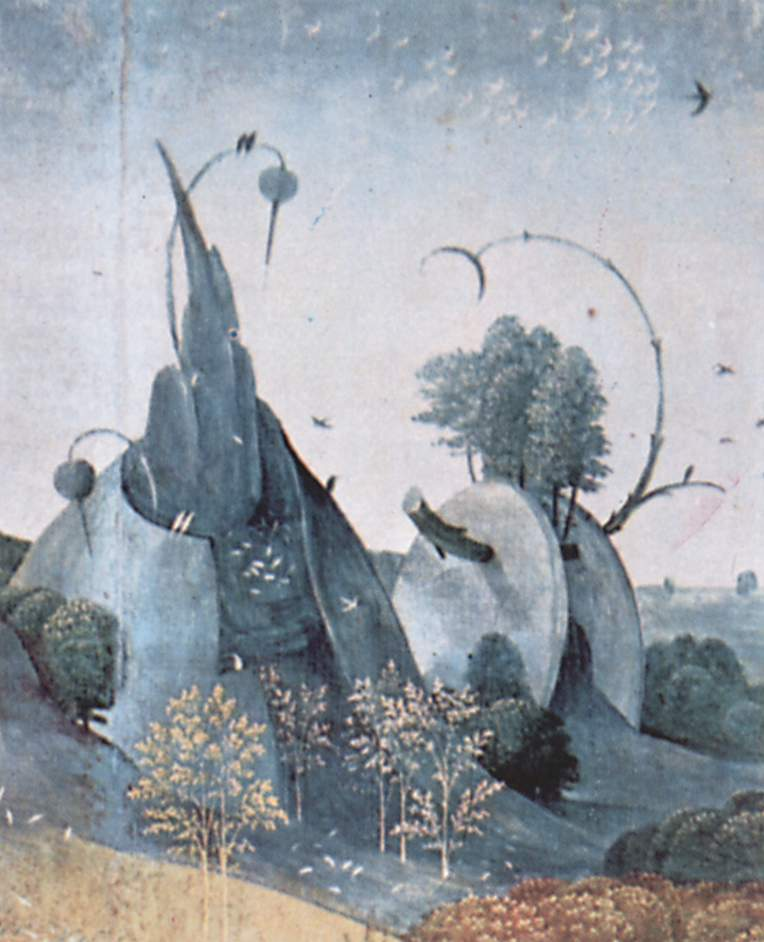
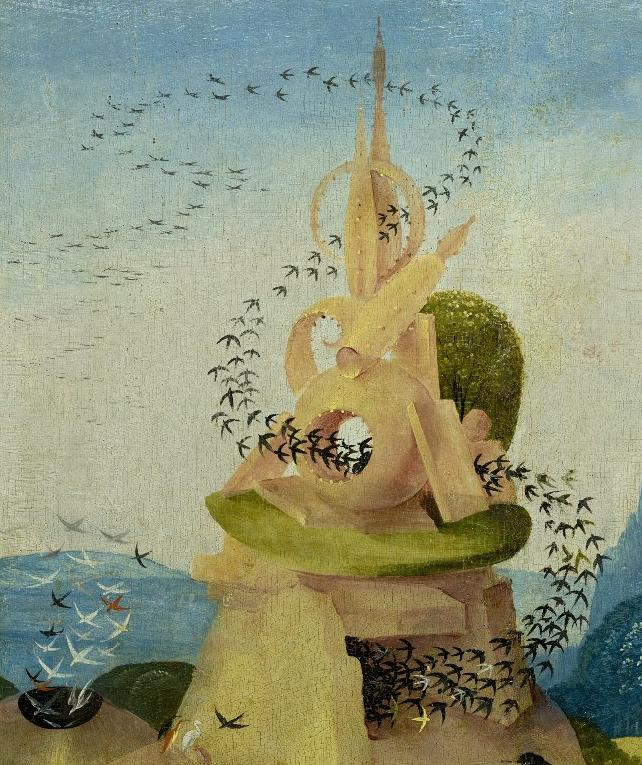
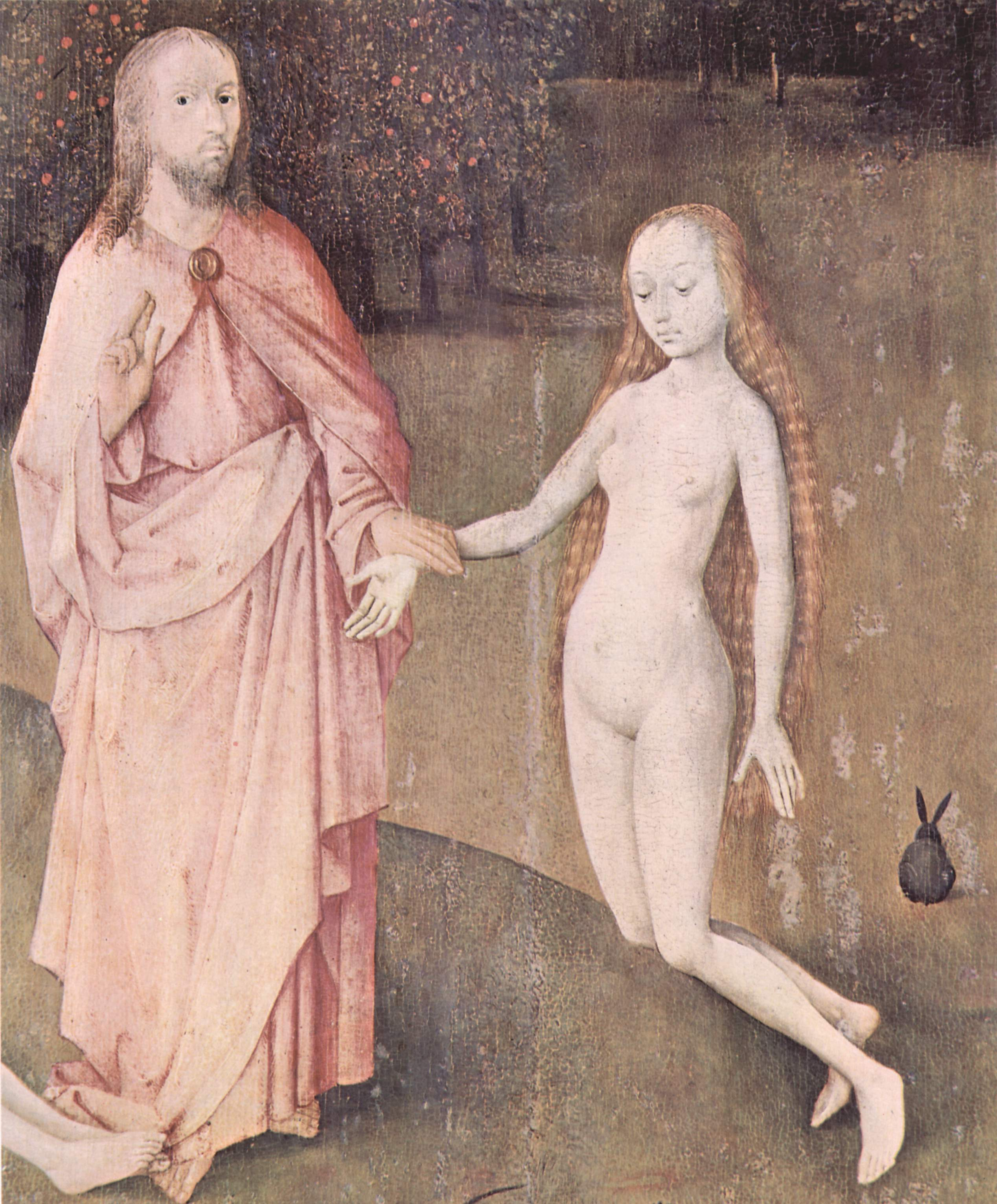
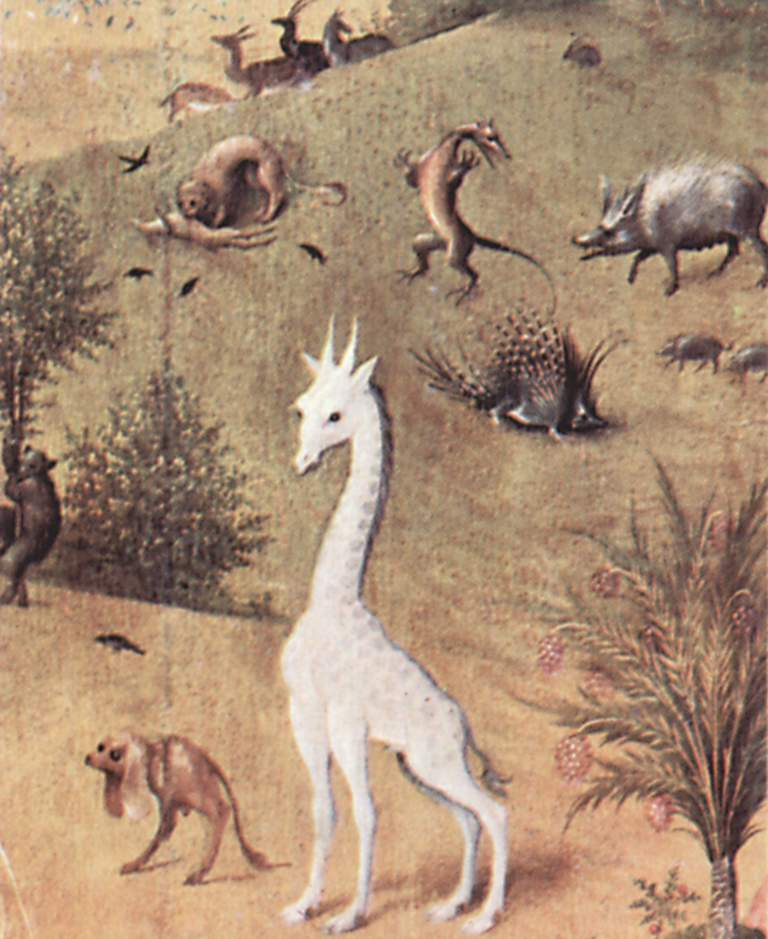
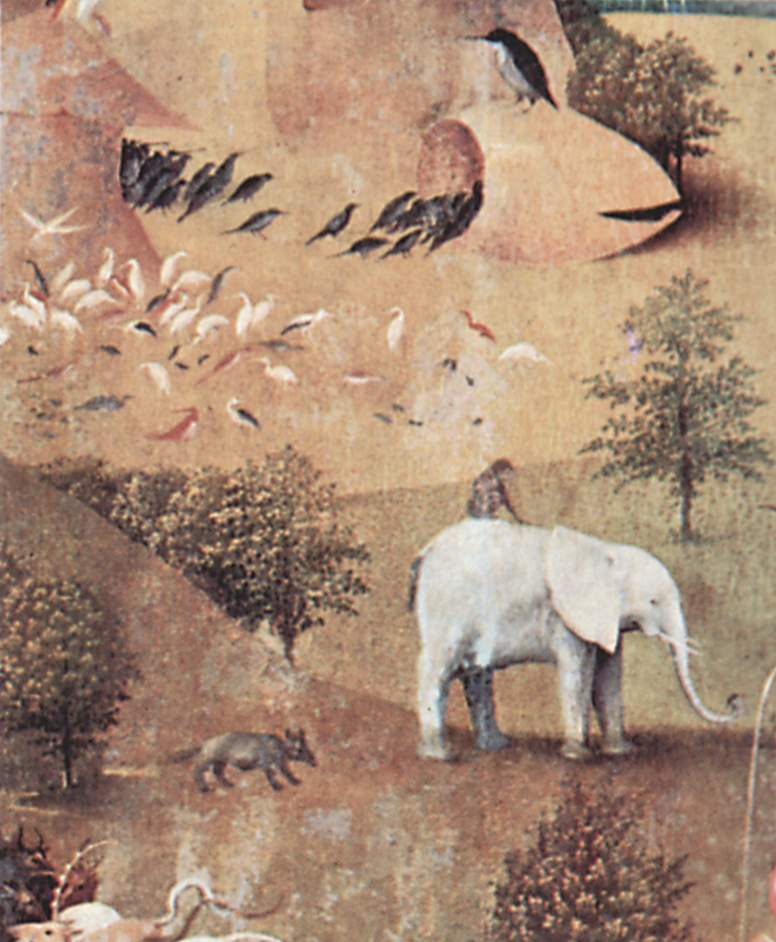
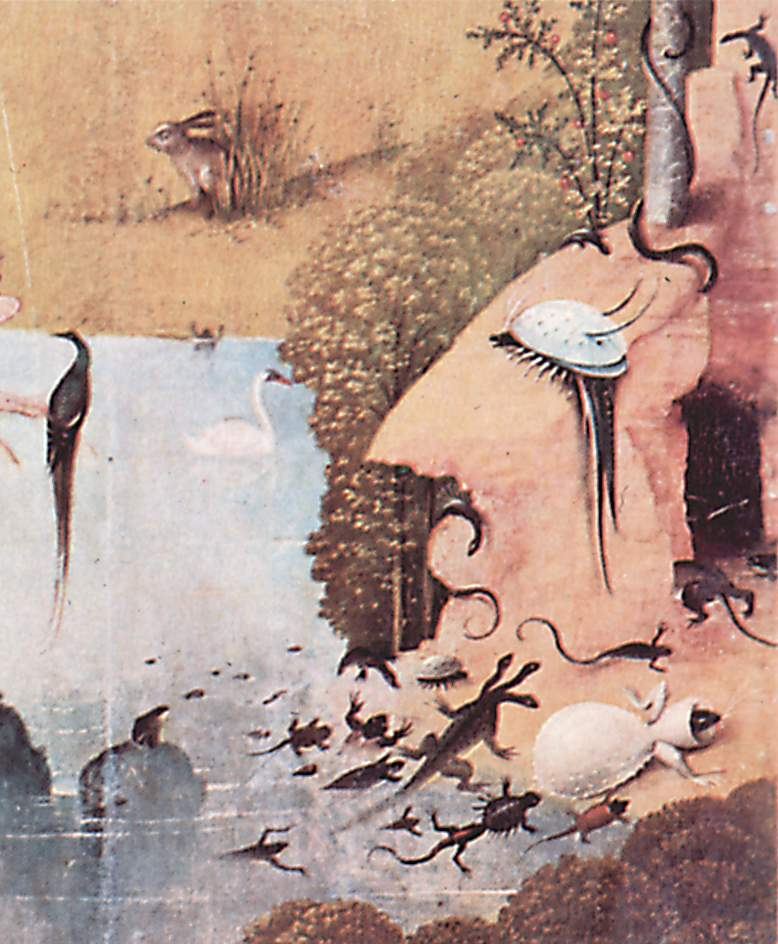
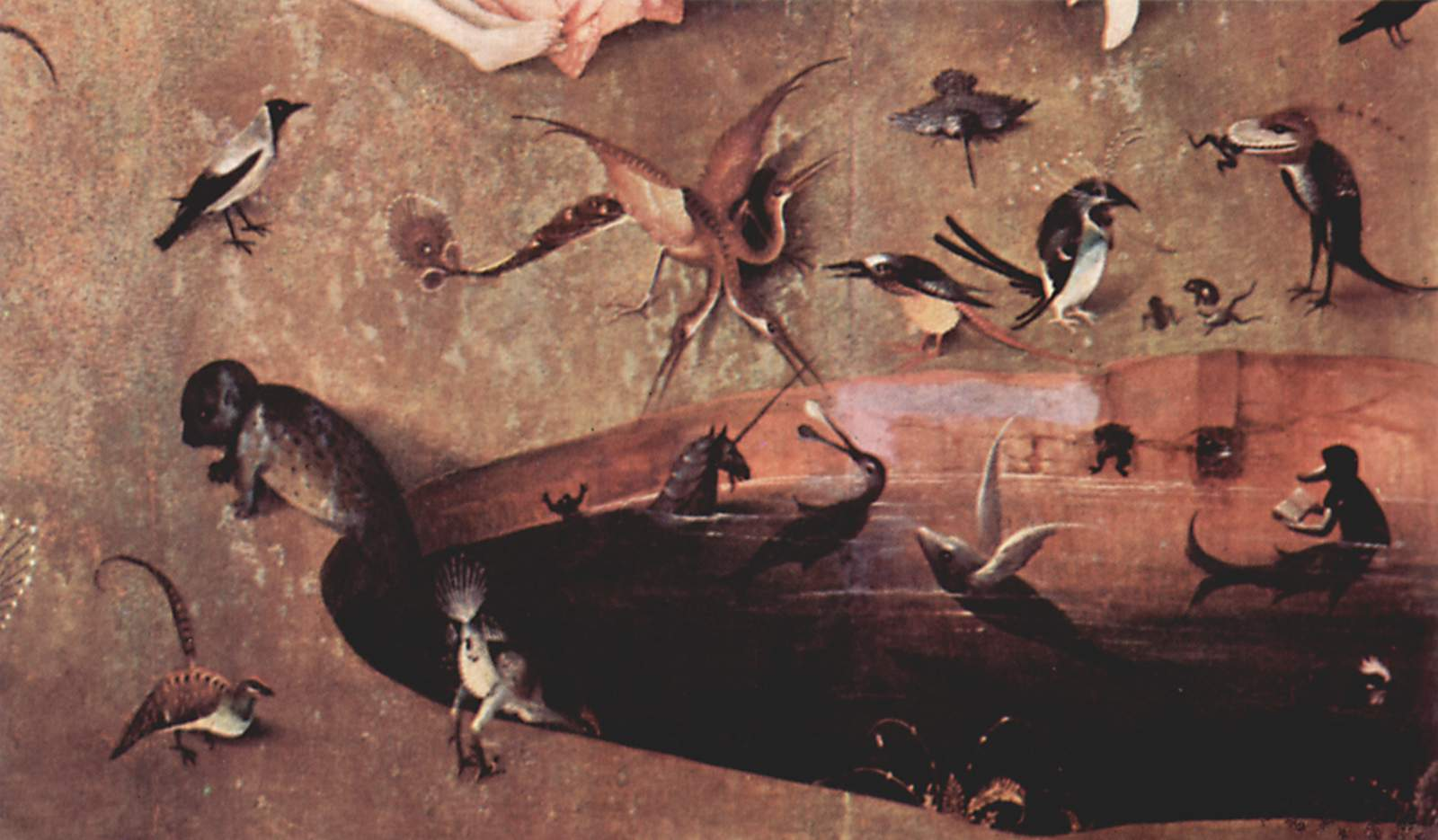
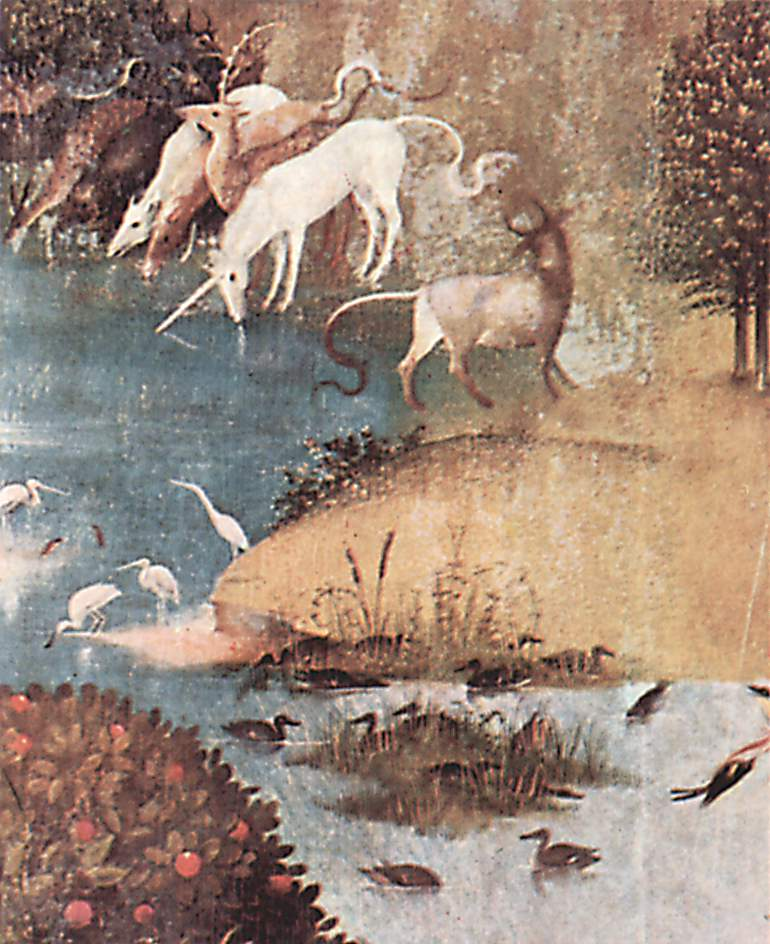

## Права стулка («Музичне Пекло»)

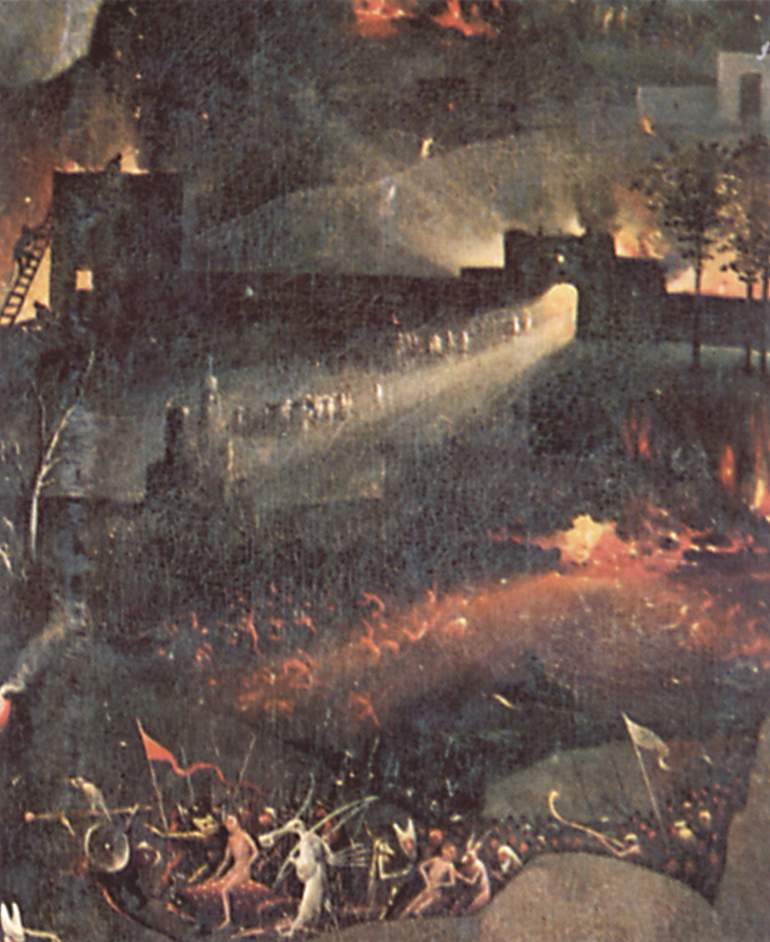
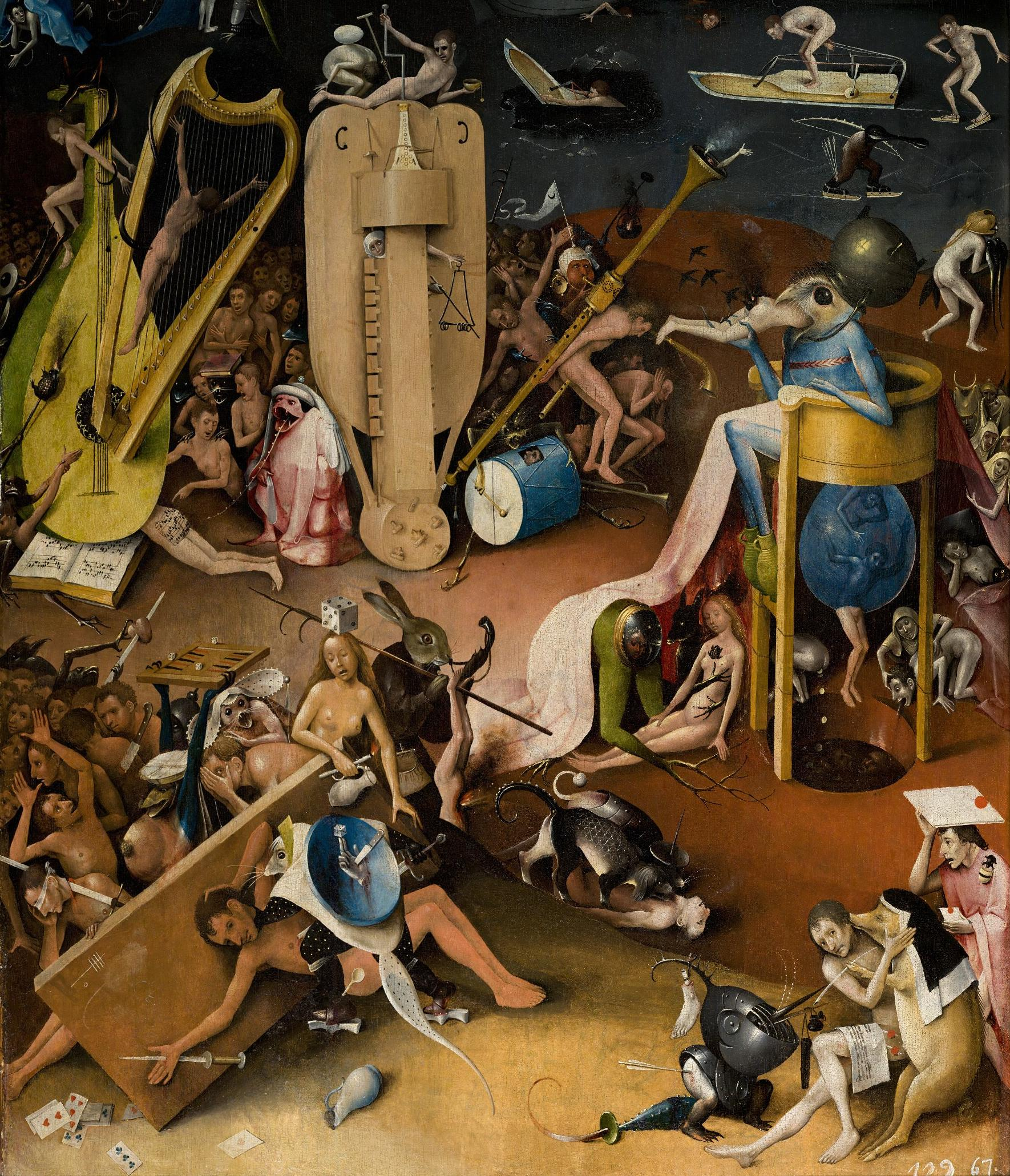
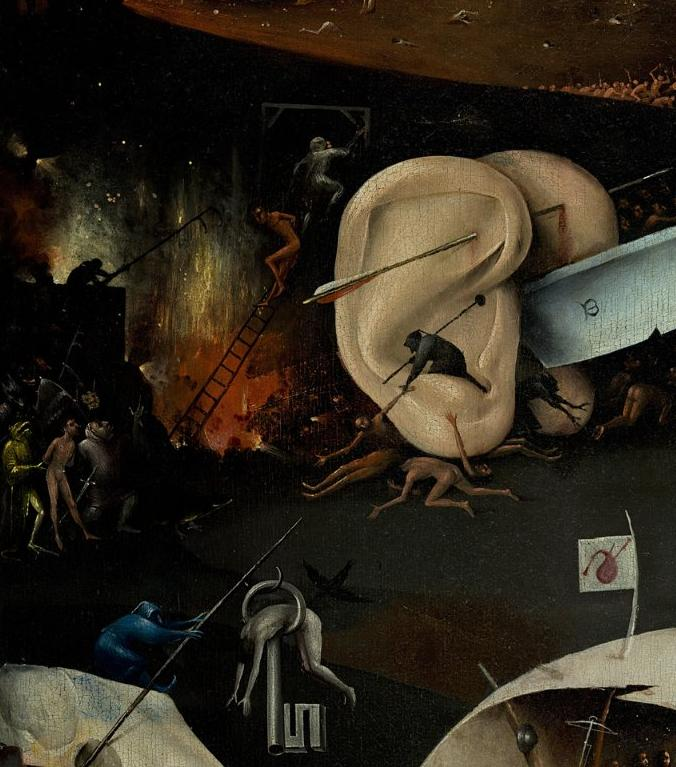
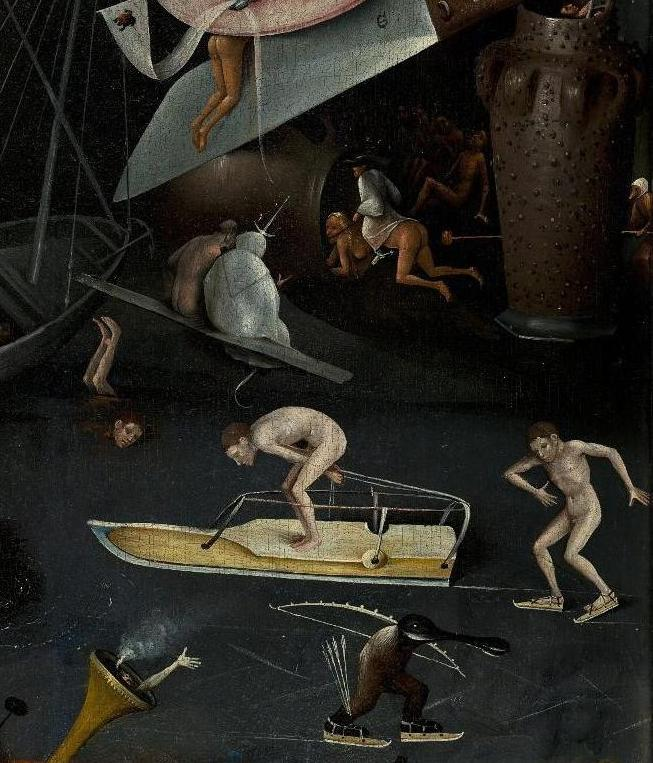
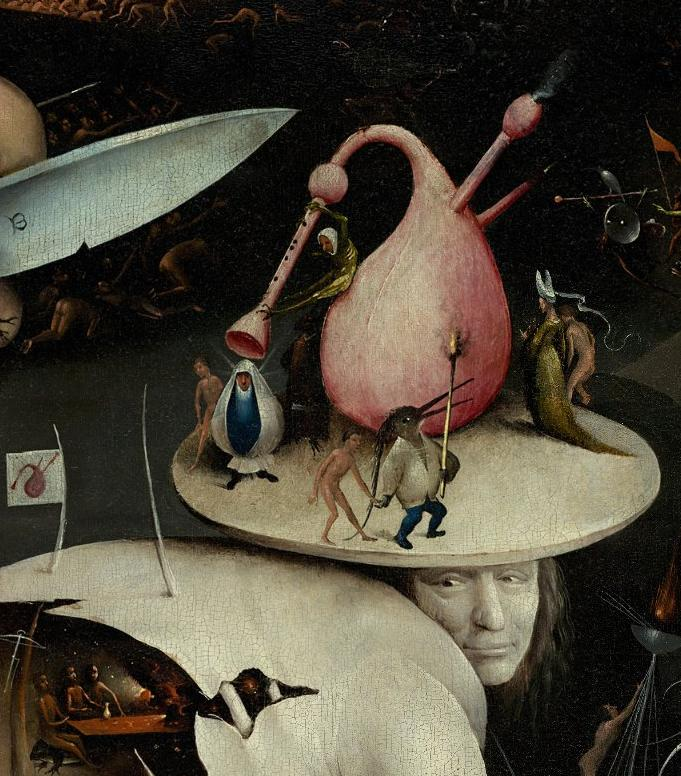
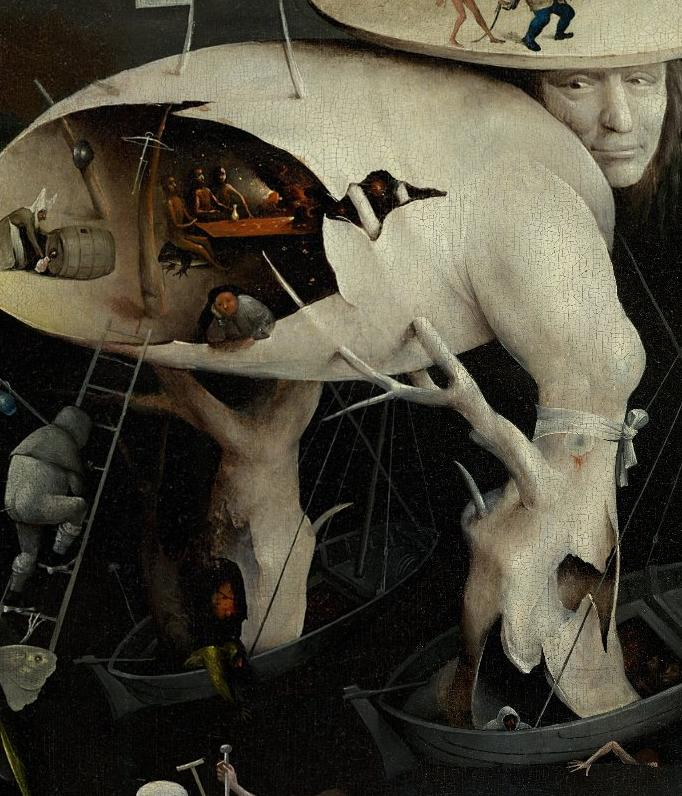
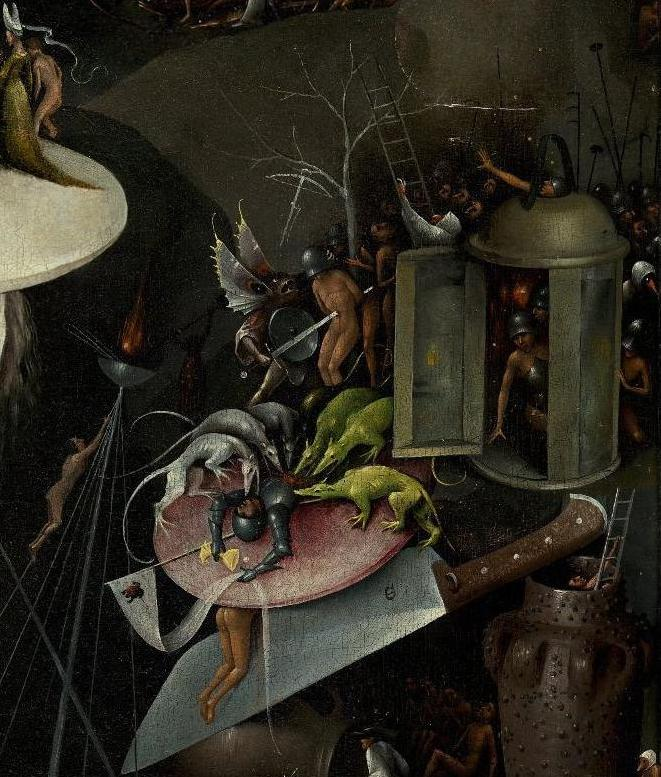

Права стулка отримала свою назву через зображення інструментів, використаних тут найдивнішим чином: на арфі розп'ято одного грішника, нижче лютня стає знаряддям тортур іншого «музиканта», який лежачого долілиць, а на його сідницях відтиснуті ноти мелодії. Її виконує хор проклятих душ на чолі з регентом — монстром з риб'ячою мордою.
Якщо на центральній частині відображено еротичне сновидіння, то на правій стулці — кошмарна дійсність. Це найстрашніше видіння Пекла: будинки тут не просто горять, а вибухають, осяваючи спалахами полум'я темний фон і роблячи воду озера багряною, як кров.
На передньому плані кролик тягне свою, прив'язану за ноги до жердини, здобич, яка спливає кров'ю, — це один з найулюбленіших мотивів Босха, але тут кров з розпоротого живота не тече, а періщить, наче під дією порохового заряду. Жертва стає катом, здобич — мисливцем, і це якнайкраще передає хаос, що панує у Пеклі, де перевернуті нормальні взаємозв'язки, що колись існували в світі, а найзвичайніші та нешкідливі предмети повсякденного життя, розростаючись до жахливих розмірів, перетворюються на знаряддя тортур. Їх можна порівняти з велетенськими ягодами та птахами центральної частини триптиха.
Літературним джерелом босхівського Пекла музикантів вважається твір «Видіння Тундала» (див. посилання внизу), виданий у Гертогенбосі у 1484, який докладно описує містичне відвідування автором Раю і Пекла, звідки, мабуть походить образ покритого льодом ставу, по якому грішники змушені незмінно ковзати на хитких санках або ковзанах.
На замерзлому озері на середньому плані ще один грішник невпевнено балансує на величезному конику, але той несе його прямо до ополонки, де вже борсається у крижаній воді інший грішник. Ці образи навіяні старовинною нідерландською приказкою, сенс якої схожий з нашим виразом «по тонкому льоду». Трохи вище зображені люди, що як мошкара злітаються на світло ліхтаря; на протилежному боці «приречений на вічну погибель» висить у «вушку» дверного ключа.
Диявольський механізм — виокремлений з тіла орган слуху — складено з пари проткнути стрілою велетенських вух з довгим лезом посередині. Існує кілька варіантів тлумачення цього фантастичного мотиву: на думку одних, це натяк на людську глухоту до слів Євангелія «має вуха, нехай почує». Вигравійована на лезі буква «М» позначає або клеймо зброяра, або ініціал живописця, з певних причин особливо неприємного художнику (можливо, Яна Мостарта), або — слово «Mundus» («Мир»), вказуючи на вселенське значення чоловічого начала, символізованого лезом, або ім'я Антихриста, яке, відповідно до середньовічних пророцтв, буде починатися з цієї букви.
Дивна істота з пташиною головою та великим напівпрозорим міхуром поглинає грішників, а потім скидає їх тіла в ідеально-круглу вигрібну яму. Туди ж скупар засуджений вічно випорожнюватися золотими монетами, а інший, судячи з усього, ненажера — неспинно вивергати з'їдені ласощі. Мотив демона або диявола, який сидить на високому стільці, запозичений з тексту «Видіння Тундала». Біля підніжжя престолу сатани, поруч з пекельним полум'ям, оголену жінку з жабою на грудях обіймає чорний демон з ослячими вухами. Обличчя жінки відбивається у дзеркалі, прикріпленому до сідниць іншого, зеленого демона, — така відплата тим, хто піддався гріхові гордині.

## Зовнішні стулки

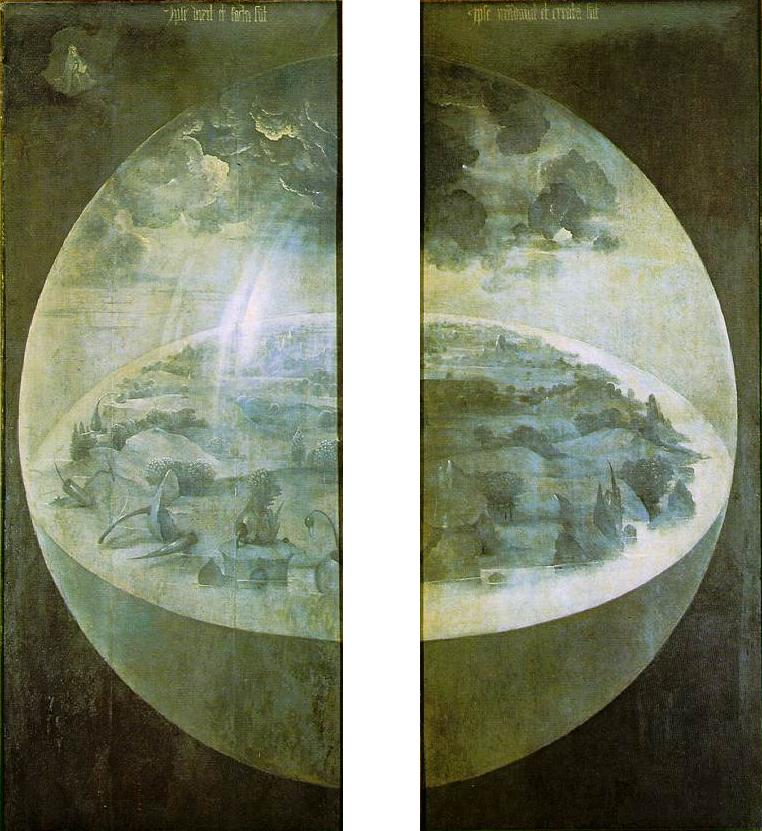
Зовнішні стулки

Дивлячись на гризайлеве зображення із зовнішнього боку, глядач ще не відає, яке буйство кольору та образів ховається всередині. В похмурих тонах зображено Світ на третій день після того, як Бог створив його з великої порожнечі. Земля вже вкрита зеленню, оточена водами, висвітлена сонцем, але на ній ще не можна зустріти ні людей, ні тварин. Напис на лівій стулці мовить: «Він сказав, і зробилося» (Псалтир 32:9), на правій — «Він наказав, і стало» (Псалтир 148:5).